# 黃緯
黃緯，或稱為天球緯度，是在黃道座標系統中用來確定天體在天球上位置的一個座標值（另一個值是黃經），在這個系統中，天球被黃道平面，或是地球的軌道平面，分割為南北兩個半球。從地球上透視，太陽永遠在黃緯0度的緯度上運動。黃緯是在黃道南邊或北邊的角度，類似於地球的緯度以赤道分割成南北半球。行星和太陽系的其他多數天體都傾向於在低黃緯的位置上。